# May-sur-Orne
May-sur-Orne era una comuna francesa que estaba situada en el departamento de Calvados, de la región de Normandía, que el 1 de enero de 2025 pasó a formar parte de la comuna nueva de Saint-Martin-de-May como comuna delegada.

## Demografía
| Gráfica de evolución demográfica de May-sur-Orne entre 1800 y 2022 |
|                                                                    |

Los datos demográficos contemplados en este gráfico de la comuna de May-sur-Orne se han cogido de 1800 a 1999 de la página francesa EHESS/Cassini, y los demás datos de la página del INSEE.